# エビネ属
エビネ属（エビネぞく、Calanthe、海老根、蝦根）は、ラン科の1属。

## 概論
エビネとは、ラン科エビネ属（Calanthe）に含まれるものの総称であり、特にそのうちの1種 C. discolor の和名でもある。先にエビネ属の概要について述べる。
カクチョウランやシランなどと共に、ラン亜科（Orchidioideae）のエビネ連（Arethuseae）のエビネ亜連（Bletiinae）に属する。
多年生の草本で、多くは地生であるが、まれに着生する。一般に茎は短く、基部が肥大して球茎となり、短い匍匐茎で連なる。薄い葉を2-10枚ほどつける。
東南アジアを中心に、北はインドからヒマラヤ、中国、日本にかけて、東はミクロネシア、西は東アフリカ熱帯およびマダガスカル、南はオーストラリア北部までの範囲に約200種が、さらにメキシコからコロンビアと西インド諸島にC. calanthoidesただ1種が分布する。日本には約20種が自生する。
日本産の種は全て常緑性であるが、熱帯アジアには落葉性の種がある（前者をCalanthe亜属、後者をPreptanthe亜属として分ける）。温帯産の常緑性種は冬芽を形成する。
花序は総状で直立する。花の色はきわめて多様である。美しい花を咲かせる種も多く、観賞用の栽培も盛んである。
日本では花の形を兜率天から降臨する弥勒菩薩に見立て「弥勒花」と呼ぶ地域がある。

## 日本産の種
| 画像 | 名称(学名)                                                                                  | 概説 | 保護上の位置付け                        |
| ---- | ------------------------------------------------------------------------------------------- | --- | --------------------------------------- |
|      | エビネ (C. discolor Lindl.)                                                                 | 詳細はエビネを参照。エビネと下記のキエビネ、キリシマエビネ、ニオイエビネは相互に交雑可能で、交雑種も稔性をもつ。混生する自生地では野生下で連続した交雑個体が出現し、３種以上の交配による複雑な交雑種もみられる。 | 絶滅危惧II類 (VU)（環境省レッドリスト） |
|      | キエビネ (C. striata R.Br. (syn. = C. sieboldii ))                                          | エビネより一回り大柄の種。花は大きく、花弁は幅広く、全体が鮮やかな黄色。また、距が短い。本州南岸から四国、九州、済州島に分布。原種としては比較的育てやすい種類だが、園芸流通価格が安価であるため、苗が商業的に人工生産されることは少ない。人工増殖が可能であるにもかかわらず、野生採集品が流通しているのは原種エビネ全般にみられる問題点である。  | 絶滅危惧IB類 (EN)（環境省レッドリスト） |
|      | キリシマエビネ (C. aristulifera Reichb. fil.)                                               | 花はうつむく傾向が強い。花弁はねじれる。また、距が長く、上に向く。唇弁は中央の裂片が大きく、前にとがる。花色は白に紫を帯びる。本州の近畿地方南部から九州、奄美大島に分布。ただし奄美大島産は別種アマミエビネC. amamianaとすることがある。純粋種に近いものは自家受粉による稔性が低く、栄養繁殖もしにくい。                                         | 絶滅危惧IB類 (EN)（環境省レッドリスト） |
|      | オオキリシマエビネ (C. izu-insularis （Satomi） Ohwi et Satomi                              | ニオイエビネとも（園芸上はこちらが使われる）。キリシマエビネに似るが、花に強い香りがある。また、花がやや開く傾向がある。葉柄が固いのも特徴。伊豆諸島の新島、神津島、御蔵島、八丈島などに産する。純粋種に近いものは性質が弱く、栽培は容易ではない。しかし園芸的に人気が高く、原種としては例外的に商業的な人工増殖も試みられている。                | 絶滅危惧IB類 (EN)（環境省レッドリスト） |
|      | サルメンエビネ (C. tricarinata Lindl.)                                                      | 落葉樹林帯に生育する種。花弁は緑色。唇弁は両側の裂片が小さく、中央の裂片はほぼ円形で大きく、縁はちぢれ、中央に3本のとさか状隆起があり、赤い。北海道から九州、台湾、ヒマラヤに分布。耐暑性に乏しく、暖地では長期栽培は困難。エビネとの間に自然交雑種（イシヅチ）が見つかっており、他の春咲き種とも人工交配は可能であるが、交雑種は稔性が低くなる。 | 絶滅危惧II類 (VU)（環境省レッドリスト） |
|      | ナツエビネ (C. reflexa Maxim.)                                                              | 夏に花をつける。花はフジの花のような紫で、花弁は反り返る。花序は花が咲くまでは先端がたれる。葉にはビロードの光沢がある。本州から九州、朝鮮から中国南部に分布。北海道(奥尻島)と青森県西部に自生する、葉の裏に毛のあるものを変種オクシリエビネ var okushirensis Tatew.として区別することがある。耐暑性に乏しく、暖地では正常に開花しにくい。        | 絶滅危惧II類 (VU)（環境省レッドリスト） |
|      | ツルラン (C. furcata Batem. (syn = C. hoshii S.Kobay) (syn = C. triplicata (Willem.) Ames)) | 夏咲き。花は花茎の先端近くに集まって咲く。花は純白。唇弁は細く四裂、基部の上面に黄色のコブがある。また、距が細長く、下に伸びる。亜熱帯産で耐寒性には欠ける。耐暑性はあり、暑さに弱い夏咲き有色種との交配親に使用される。 | 絶滅危惧II類 (VU)（環境省レッドリスト） |
|      | オナガエビネ (C. masuca Lindl. syn = Calanthe sylvatica auct. non (Thouars) Lindl.)         | 夏咲き。ツルランに似るが、花数が少なく、唇弁は幅広く、距はさらに長い。花は淡紅紫色、鮮やかな紅紫色の個体もある。山地性で耐暑性は乏しく、耐寒性も弱い。 | 絶滅危惧II類 (VU)（環境省レッドリスト） |
|      | リュウキュウエビネ (C. okinawansis Hayata)                                                  | 古くから分類学的に混乱がある。ツルランとオナガエビネの中間的な形から、両者の雑種とも言われる。本種とツルラン、オナガエビネ、その他の外国産夏咲き種などを元にした園芸交配種がリュウキュウエビネとして販売普及しており、混乱に拍車をかけている。野生でみられる個体は耐暑性・耐寒性共に乏しく、栽培品として維持されている例は稀である。              |                                         |
|      | ヒロハノカラン (C. fauriei Shltr.)                                                          | ダルマエビネとも。姿はツルランに似るが、花弁はごく短く、唇弁は広い。 | 絶滅危惧IA類 (CR)（環境省レッドリスト） |
|      | トクサラン (C. gracilis Lindl. var. venusta （Shchltr.） F. Maek)                           | 偽球茎が細長く伸びるので、それをトクサの茎に見立てたもの。九州南部から琉球列島、中国からマレーシア、インドまで。 | 準絶滅危惧（NT）（環境省レッドリスト）  |
|      | レンギョウエビネ (C. lyroglossa Reichb. fil.)                                               | スズフリエビネとも。花は小さくて数が多く、多数がうつむいて咲く。屋久島以南、中国、フィリピンなどにも分布。 | 絶滅危惧II類 (VU)（環境省レッドリスト） |
|      | タガネラン (C. bungoana Ohwi)                                                               | 小型の黄色い花を多数つける。大分県の一部に固有。名前はカヤツリグサ科のタガネソウに似た葉であることから。栽培は難しい。 | 絶滅危惧IA類 (CR)（環境省レッドリスト） |
|      | キソエビネ (C. alpina Hook. fil var. schlechteri （Hara） F. Maek.)                         | 花は紫を帯びる。唇弁は分かれない。本州中部と四国の一部に分布。耐暑性がないうえ性質も弱く、暖地での栽培は困難。 | 絶滅危惧IA類 (CR)（環境省レッドリスト） |
|      | キンセイラン (C. nipponica Makino)                                                          | 初夏に黄緑の花をつける。北海道から九州に分布。耐暑性に乏しく、暖地での栽培は困難。 | 絶滅危惧II類 (VU)（環境省レッドリスト） |

## 種リスト
- Calanthe abbreviata
- Calanthe aceras
- Calanthe actinomorpha
- Calanthe albolutea
- Calanthe aleizettii
- Calanthe alismifolia
- Calanthe alpina
- Calanthe alta
- Calanthe angustifolia
  - Calanthe angustifolia var. angustifolia.
  - Calanthe angustifolia var. flava
- Calanthe anthropophora
- Calanthe arcuata
- Calanthe arfakana
- Calanthe argenteostriata
- Calanthe arisanensis
- Calanthe aristulifera
- Calanthe aruank
- Calanthe atjehensis
- Calanthe aurantiaca
- Calanthe aureiflora
- Calanthe bicalcarata 
  - Calanthe bicalcarata var. bicalcarata.
  - Calanthe bicalcarata var. depressa
- Calanthe biloba
- Calanthe brevicornu
- Calanthe breviflos
- Calanthe calanthoides
- Calanthe camptoceras
- Calanthe cardioglossa
- Calanthe carrii
- Calanthe caulescens
- Calanthe caulodes
- Calanthe cheniana
- Calanthe chevalieri
- Calanthe chloroleuca
- Calanthe chrysoglossoides
- Calanthe chrysoleuca
- Calanthe clavata
- Calanthe clavicalcar
- Calanthe cleistogama
- Calanthe coelogyniformis
- Calanthe coiloglossa
- Calanthe conspicua
- Calanthe coreana
- Calanthe cremeoviridis
- Calanthe crenulata
- Calanthe cruciata
- Calanthe crumenata
- Calanthe davaensis
- Calanthe davidii
- Calanthe densiflora
- Calanthe dipteryx
- Calanthe discolor
- Calanthe disticha
- Calanthe dulongensis
- Calanthe duyana
- Calanthe ecallosa
- Calanthe ecarinata
- Calanthe emeishanica
- Calanthe engleriana 
  - Calanthe engleriana var. brevicalcarata
  - Calanthe engleriana var. engleriana.
- Calanthe englishii
- Calanthe ensifolia
- Calanthe epiphytica
- Calanthe esquirolei
- Calanthe fargesii
- Calanthe finisterrae
- Calanthe fissa
- Calanthe flava 
  - Calanthe flava var. flava.
  - Calanthe flava var. rubra
- Calanthe forbesii
- Calanthe fragrans
- Calanthe fulgens
- Calanthe geelvinkensis
- Calanthe gibbsiae
- Calanthe graciliflora
- Calanthe graciliscapa
- Calanthe griffithii
- Calanthe halconensis
- Calanthe hancockii
- Calanthe hattorii
- Calanthe hennisii
- Calanthe henryi
- Calanthe herbacea
- Calanthe hirsuta
- Calanthe hololeuca
- Calanthe hoshii
- Calanthe hyacinthina
- Calanthe imthurnii
- Calanthe inflata
- Calanthe izu-insularis
- Calanthe johorensis
- Calanthe jusnerii
- Calanthe kawakamiense
- Calanthe kaniensis
- Calanthe kemulensis
- Calanthe keshabii
- Calanthe kinabaluensis
- Calanthe labellicauda
- Calanthe labrosa
- Calanthe lacerata
- Calanthe lechangensis
- Calanthe leucosceptrum 
  - Calanthe leucosceptrum var. bisubulifera
  - Calanthe leucosceptrum var. leucosceptrum.
- Calanthe limprichtii
- Calanthe longibracteata
- Calanthe longifolia
- Calanthe lutiviridis
- Calanthe lyroglossa 
  - Calanthe lyroglossa var. longibracteata
  - Calanthe lyroglossa var. lyroglossa.
- Calanthe madagascariensis
- Calanthe mannii
- Calanthe maquilingensis
- Calanthe maxii
- Calanthe mcgregorii
- Calanthe metoensis
- Calanthe micrantha
- Calanthe microglossa
- Calanthe moluccensis
- Calanthe monophylla
- Calanthe muelleri
- Calanthe nankunensis
- Calanthe nicolae
- Calanthe nipponica
- Calanthe nivalis
- Calanthe oblanceolata
- Calanthe obreniformis
- Calanthe odora
- Calanthe oreadum
- Calanthe otuhanica
- Calanthe ovalifolia
- Calanthe ovata
- Calanthe papuana
- Calanthe parvilabris
- Calanthe pauciverrucosa
- Calanthe pavairiensis
- Calanthe petelotiana
- Calanthe pilosa
- Calanthe plantaginea 
  - Calanthe plantaginea var. lushuiensis 
  - Calanthe plantaginea var. plantaginea.
- Calanthe polyantha
- Calanthe puberula
- Calanthe pulchra
- Calanthe pullei
- Calanthe rajana
- Calanthe reflexilabris
- Calanthe rhodochila 
  - Calanthe rhodochila var. reconditiflora
  - Calanthe rhodochila var. rhodochila.
- Calanthe rigida
- Calanthe rosea
- Calanthe rubens
- Calanthe ruttenii
- Calanthe saccata
- Calanthe sacculata
- Calanthe salaccensis
- Calanthe sanderiana
- Calanthe seranica
- Calanthe shelfordii
- Calanthe shweliensis
- Calanthe simplex
- Calanthe sinica
- Calanthe spathoglottoides
- Calanthe speciosa
- Calanthe stenophylla
- Calanthe stevensiana
- Calanthe striata
- Calanthe succedanea
- Calanthe sylvatica
- Calanthe taenioides
- Calanthe tahitensis
- Calanthe tenuis
- Calanthe torricellensis
- Calanthe transiens
- Calanthe triantherifera
- Calanthe tricarinata
- Calanthe trifida
- Calanthe triplicata
- Calanthe trulliformis
- Calanthe truncata
- Calanthe truncicola
- Calanthe tsoongiana
- Calanthe uncata
- Calanthe undulata
- Calanthe unifolia
- Calanthe vaginata
- Calanthe velutina
- Calanthe ventilabrum
- Calanthe versteegii
- Calanthe vestita
- Calanthe villosa
- Calanthe whiteana
- Calanthe yuana
- Calanthe yuksomnensis
- Calanthe zollingeri

### 自然交雑種
エビネ類は自然交雑種が多い。日本ではエビネ・キエビネ・キリシマエビネ・ニオイエビネは相互に交配可能であり、雑種個体も種子を作る能力がある。これらが混生している地区では純粋な個体を探すほうが難しいほどである。一方、サルメンエビネは遺伝的にやや遠縁のようで、交雑種の稔性が良くない。そのため雑種個体が子孫を残すことも少ないようで、サルメン系の交雑種は自然界では稀である。
どのような血が混じっているか類推できる交雑種には、親の組合せによってそれぞれ名前がつけられている。代表的なものとしては、以下のようなものがある。
- タカネ：エビネとキエビネの自然雑種と考えられている。両種の中間のさまざまな姿を取る。全体にエビネに似るが唇弁は黄色い、というものが多い。
- ヒゴ：キエビネとキリシマエビネの雑種。花は大きく、黄色を帯びるが、紫っぽい色が乗ったり、ややうつむいて咲いたりする。
- ヒゼン：エビネとキリシマエビネの雑種。
- サツマ：タカネ（エビネ・キエビネ）とキリシマエビネとの雑種。色彩に微妙な色合いのものが多い。花形も派手。
- コオズ：エビネとニオイエビネの雑種。花は両者の中間に出るが、匂いが強いものが多い。
- イシズチ：エビネとサルメンエビネの雑種。唇弁はやや裂け、赤い色が強く出る。

実際には、どのような血が入っているか判然としない個体が多いので、「タカネ系」「コオズ系」というように漠然とした括りで語られることが多い。

## 園芸植物としてのエビネ
エビネ属には熱帯地方原産の種を中心に洋ランとして栽培されるものがあり、カランセあるいはカランテの名で流通している。また、日本産の種を中心とする温帯地方原産の種群はエビネ、時にエビネランと呼ばれ、近年では育てづらい原種個体に代わって、人工交配によるさまざまな園芸交配種が大量に生産されるようになっている。交配種についてはすでに園芸植物と言ってよい。
その一方で原種グループは、いまだ野生採取により市場供給されている種類が多く、園芸目的の採集が野生個体群に対する非常に大きな圧迫要因となっている。
日本のエビネ類が園芸上のジャンルとしてどこに属するかは、意見が分かれるところである。野生ランの一つとするには、人工交配が進み過ぎ、柄が大きすぎ、洋ランではあり得ない。かといって東洋ランとは歴史が違い過ぎるし、美意識にも解離がある。山野草の中のひとつ、というのがまずは無難な線と思われる。
日本産の種属は上に述べたように約20種あるが、そのうちエビネとして盛んに栽培されているのはエビネ、キエビネ、キリシマエビネ、ニオイエビネ、サルメンエビネなどの5種程度と、それらの雑種である。
南西諸島のオナガエビネやツルランなど亜熱帯産の種も栽培されるが、見た目も性質も上記の種群とはかなり異なる（オナガエビネ、リュウキュウエビネなどは耐暑性、耐寒性に欠け、初心者の栽培には適さない）ので、まとめては扱わず、やや異なるジャンルのものと見なされている。しかしこれらの南方系原種も相互に交配可能で、雑種にも種子ができる。一部の園芸業者によって品種改良もおこなわれており、優れた選別交配個体が流通している。またこれら亜熱帯産のグループと本土のナツエビネ、春咲きグループも交配が一応可能ではある。しかし雑種個体の稔性は低く、後代の自由な交配育種が難しいため、一般にはほとんど流通していない。

### 栽培
地上性のランで、大型になるので、大きな鉢を使っての鉢植えが普通である。山の砂利など、比較的有機物の少ない、目のやや粗い培養土を用いる。直射日光は嫌うので、ヨシズなどをかけ、風通しをよくする。
木陰であれば地植えも可能である。腐葉土の多い場所がよい。なお、栽培に関する参考書籍は多数出版されており、ネット書店などでも入手可能である。
株分け、バルブ伏せなどにより栄養繁殖させることも難しくないが、長期間栽培されている個体はウイルス病に感染している場合があるので、営利的には人工交配し、種子から無菌的に苗を育てて販売することが多い。
一般の洋ランでは、組織培養によって同一個体を大量増殖する技術が確立されているが、エビネの場合は増殖時に使用する植物ホルモンに対する反応などに個体差が激しく、技術的に不可能とは言えないもののマニュアル化は難しい。親株のウイルスの問題もあるので、今のところエビネ類では組織培養は定番的な生産技術にはなっていない。

### 雑種の扱い
エビネ栽培家の間では、原種には -エビネ、というように「エビネ」を付けるが、雑種の名前には「エビネ」を付けない慣習がある。しかし、一般園芸家は交配名だけでは何の植物か理解しにくいので、交配種でも「～エビネ」や「～エビネラン」と呼ぶことが多い。
なお、ランの人工交配種には、両親の血統と、その組合せでできる交配種に名前をつけて記録する全世界的な制度（英国王立園芸協会サンダーズ・リスト）が存在する。エビネ属で最初の人工交雑は1853年にツルランとオナガエビネを使って作出され、1856年に登録された C. domini である。これはエビネ属だけでなく、ラン科で初の人工交雑であった。
それ以外の日本産のエビネ類も複雑な人工交配種がいろいろと命名登録されているが、登録名で呼称できるのは、純粋な原種個体まで血統がさかのぼれる個体に限られる。エビネの雑種に血統確実な個体はそれほど多くないため、それらの登録交配名が趣味家の間で実際に使われる機会は少ない。代わりにタカネやサツマなど自然交雑種の名称がよく利用されている。

## エビネブーム
エビネを栽培すること自体は、日本で古くから行われていた。大柄なランであり、地味ながら味わいを感じられるものから、キエビネのように華やかなものまでがあり、山野草ブームなどより前から、少しずつ栽培は行われた。17世紀末に出版された園芸書『花壇綱目』にはエビネの栽培法が記されている。そういった中で、生育範囲は次第に減少傾向にあった。それでも普通のエビネは身近にごく普通に見られるものであった。キエビネなどは、和歌山県南部では谷間が真っ黄色に見えるほどに咲く場所もあったと言う。
この状況が大きく変化したのは、1960年代末からの山野草ブームの流れの中で、1970年代後半より起こったエビネブームである。あっと言う間に全国に広がったブームは、各地で展覧会が開かれ、雑誌が発刊され、古典園芸植物や東洋ランに習う形でたくさんの品種が命名された。品種名のついたものの中には高額で取引されたものもある。しかし、それらの新品種は以前から栽培維持されていたわけではなく、大部分が山取り品であった。当然ながら新たな株を求めて山に入るものが後を断たず、数年にしてもはや野外でエビネを見るのが困難な状況となった。
ところが、エビネ属はウイルスなどの伝染病にかかると観賞価値が著しく下がる特性があり、東洋ランのように投機対象にできるほどの栽培安定性は無かった。ウイルス防除の煩雑さに疲れた趣味家が次々と撤退し、このブームは十年をもたずして終焉。現在では山野草の中の一ジャンルとして安定した位置にあるが、販売流通しているのは種子から新規育成された交配種が大部分で、往時の野生品種で現存しているものは数えるほどしか無いようである。
幸いというべきかどうか、エビネは人工増殖がしやすい上に、カンランほど高値安定なイメージが定着しなかったためもあり、現在では山奥までもぐりこんで株漁りをする者が絶えない、という状況はさすがになくなった。その結果、目立たないところでは花を見かけることもないことはない、という程度には回復しているところもある。
なお、この間、ナツエビネはこのような流れの埒外に置かれたままで、大規模な乱獲はなかったようである。これは、高温を嫌い暖地で栽培すると落蕾したり花色が非常に悪くなること、個体変異が少なく趣味家の収集欲をそそらなかったこと、他種と交配すると後代の稔性が悪く、交配親としての利用価値に乏しかったなどの理由によるかと思われる。